# Chiromantis trilaksonoi
Chiromantis trilaksonoi es una especie de anfibio anuro de la familia Rhacophoridae.

## Distribución geográfica
Esta especie es endémica de Java en Indonesia. Se encuentra a 191 m sobre el nivel del mar. La 
localidad tipo es la aldea de Bantaraya (Desa), distrito de Bancarbungur (Kecamatan), regencia de Bogor (Kabupaten), provincia de Java Occidental, Indonesia (06 ° 32 ′ 00.6" S, 106 °, 44 "21.9" E).

## Publicación original
- Riyanto & Kurniati, 2014 : Three new species of Chiromantis Peters 1854 (Anura: Rhacophoridae). Russian Journal of Herpetology, vol. 21, n.º 1, p. 65–73.[2]